# Bonheur Mugisha
Bonheur Mugisha (ur. 1 stycznia 2000) – rwandyjski piłkarz grający na pozycji pomocnika. Od 2021 jest zawodnikiem klubu APR FC.

## Kariera klubowa
Swoją karierę piłkarską Mugisha rozpoczął w klubie Heroes FC. W sezonie 2017/2018 zadebiutował w jego barwach w drugiej lidze rwandyjskiej. W 2020 odszedł do Mukura Victory Sports FC i spędził w nim rok. W 2021 roku został zawodnikiem APR FC. W sezonach 2021/2022 i 2022/2023 wywalczył z nim dwa mistrzostwa Rwandy.

## Kariera reprezentacyjna
W reprezentacji Rwandy Mugisha zadebiutował 3 stycznia 2022 roku w wygranym 3:0 towarzyskim meczu z Gwineą, rozegranym w Kigali.